# Jules Berger de Xivrey
Jules Berger de Xivrey, född den 16 juni 1801 i Versailles, död den 29 juli 1863 i Saint-Sauveur-lès-Bray (Seine-et-Marne), var en fransk filolog och historieskrivare.
Berger de Xivrey var konservator vid det kejserliga biblioteket. Han började sin skriftställarbana med en översättning av Batrachomyomachia (1823, 2:a upplagan 1837), vartill anslöt sig en Traité de la prononciation grecque moderne (1828). Sedan följde en upplaga av Faedrus fabler (1830). Intressanta bidrag till medeltidens litteraturhistoria lämnade Berger de Xivrey i Traditions tératologiques, ou récits de l'antiquité et du moyen-âge en occident sur quelques points de la fable, du merveilleux et de l'histoire nouvelle (1836). Av hans många historiska skrifter är de främsta: Essais d'appréciations historiques (1837) och Recueil des lettres missives de Henri IV (1843–1853).